# Huber Károly (tanító)
Huber Károly (Veszprém, 1820. március 8. – Veszprém, 1896. november 17.) kántortanító, városi tanácsos.

## Élete
Meg gyerekként költözött családjával Keszthelyre, ahol gimnázium első négy évét is végezte. Veszprémben kezdte az ötödik osztályt, majd a tanítóképzőben tanult tovább anyagi okokból kifolyólag. 1838-tól segédtanító volt Zalaváron, Ősiben és Hahóton, majd 1845 után önálló tanítóként működött, 1851-től kántortanító volt Veszprémben. Ezután városi tanácsnok, 1851-től 1890-ig pedig a székesegyház kántora. Vizeki Talián Lázár címzetes püspök személyi titkára volt, az ő temetésén rosszullét fogta el, s pár nappal később elhunyt. A Felsővárosi (Dózsaváros) temetőben lévő családi sírboltban helyezték örök nyugalomra.